# Amanita flavoconia
Amanita flavoconia är en svampart som beskrevs av G.F. Atk. 1902. Amanita flavoconia ingår i släktet flugsvampar och familjen Amanitaceae.   Inga underarter finns listade i Catalogue of Life.

## Källor

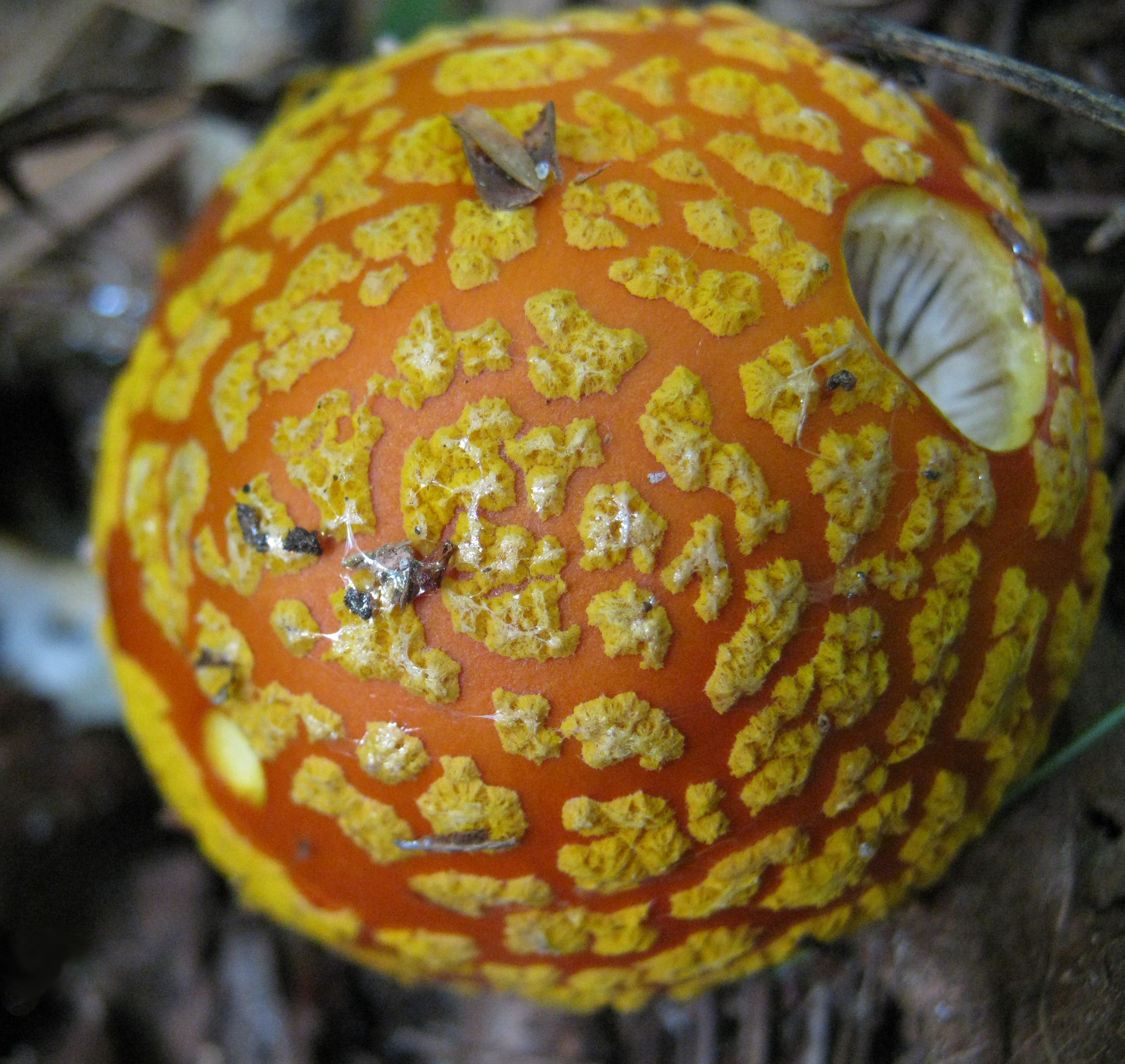
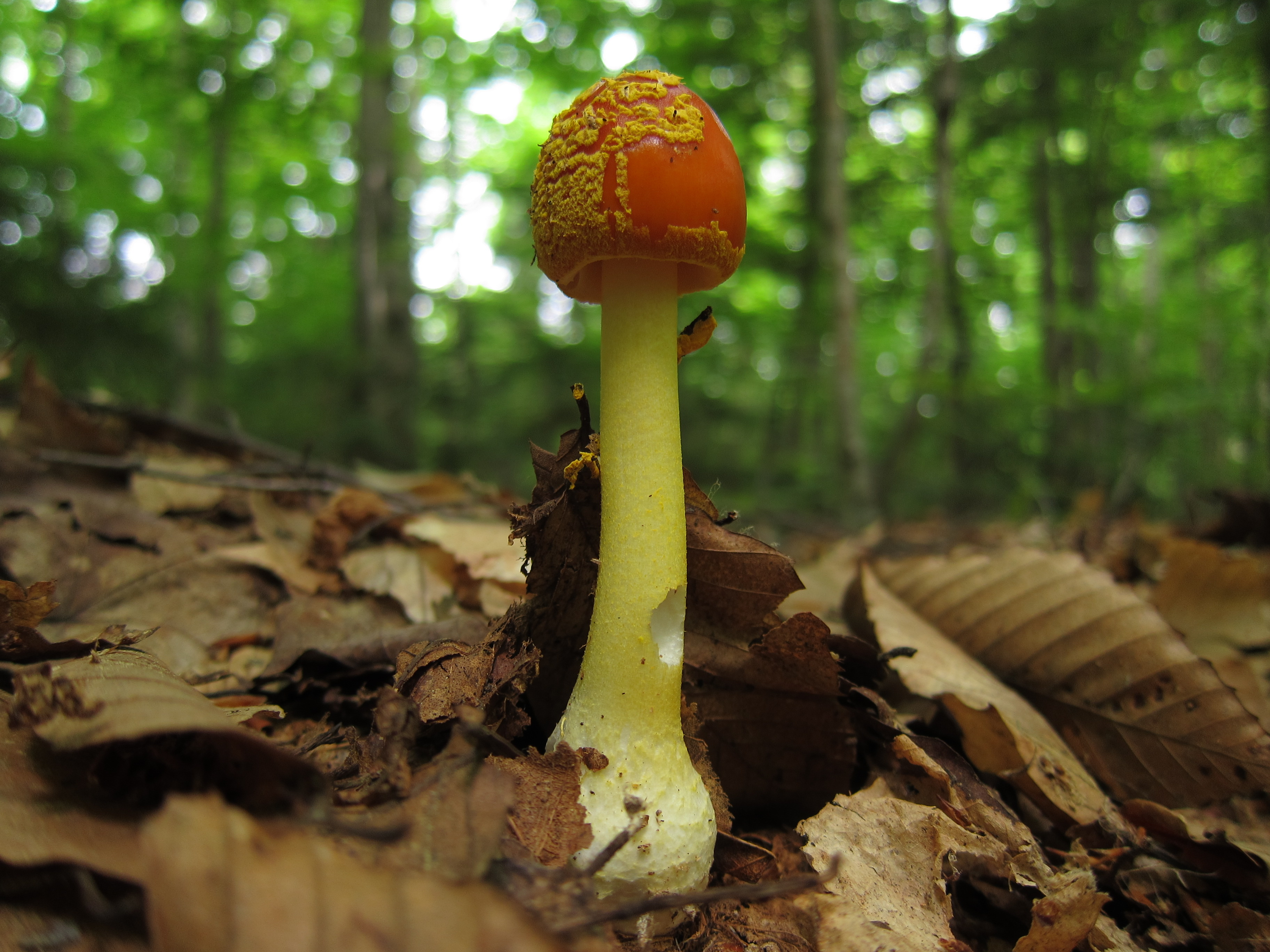